# バブリー・ラブリー
『バブリー・ラブリー』は、2016年4月1日から渋谷のラジオで放送されているラジオ番組。パーソナリティはひろりんこと野田ひろみ。

## 概要
「渋ラジ編集後記」内のコーナー番組として渋谷のラジオの開局日である4月1日より放送開始。コミュニティFMである同局では異例の名古屋制作の番組である。番組内容はバブルをワンテーマにしており、1985年近辺～1991年までに日本で起こったバブルにまつわる様々な事柄を紹介している。ジュリアナ東京、F1ブーム、ハウスマヌカン、ドライブインシアター、SONY MUSIC TV、ドライ戦争など時代を反映した内容は多岐に渡る。また、野田の出身地である愛知県をバブリー都市と自称し、愛知県・名古屋発祥の珍事なども紹介している。野田が単独で進行する事が殆どであるが、バブル世代の著名人等をゲストで招く回もある。

## 過去のゲスト
- 鬼塚忠
- 福田淳
- 北村勝利
- 徳川家康と服部半蔵忍者隊
- 半田健人